# Rajko Mitić
Rajko Mitić (Bela Palanka, Srbija, 19. studenoga 1922. – Beograd, 29. travnja. 2008.), je bio srbijanski nogometaš i jugoslavenski nogometni reprezentativac. 

## Životopis

### Športska karijera
Igrao je na poziciji napadača. Igrao je u BSK Beogradu i Crvenoj zvezdi u kojoj se proslavio dobrim igrama. Za "crveno-bijele" odigrao je preko 580 utakmica. Također je i bio prvi kapetan Crvene zvezde. Mitić je prva „Zvezdina zvezda”. Nogomet je počeo igrati na livadama na Košutnjaku u Beogradu. Za Jugoslaviju je odigrao 59. utakmica i postigao je 32. zgoditka. Povukao se u 36. godini života.